# ألبان لينوار
ألبان لينوار (بالفرنسية: Alban Lenoir)‏ هو ممثل فرنسي، ولد في 16 ديسمبر 1980 في ديجون في فرنسا.

## أعمال

### أفلام
- (2008) تيكن[3]
- (2015) دم فرنسي

## وصلات خارجية
- ألبان لينوار على موقع IMDb (الإنجليزية)
- ألبان لينوار على موقع روتن توميتوز (الإنجليزية)
- ألبان لينوار على موقع ألو سيني (الفرنسية)
- ألبان لينوار على موقع قاعدة بيانات الفيلم (الإنجليزية)
- ألبان لينوار على موقع كينوبويسك (الروسية)